# 牡丹峰
牡丹峰（モランボン、모란봉）は、朝鮮民主主義人民共和国（北朝鮮）の平壌直轄市の中心市街地北部、牡丹峰区域にある小高い丘で、最高部は標高95m。

## 概説
その名の由来は、全体の姿が牡丹の花のようであるからだという。東に大同江が接し、北・西・南の三方向へは山頂からいくつもの尾根が花のように広がっている。平壌でも一番の景観のすばらしさから文人に称えられ、朝鮮八景や平壌八景の一つになっている。かつての高句麗時代以来、平壌城の北端を守る要塞であり、今も城壁や楼閣が残る。
文禄の役では一旦日本軍に占領され、明軍との戦闘により楼閣や仏閣が破壊された。日清戦争の際は清国軍の守る要塞・牡丹台であり、1894年9月15日からの平壌の戦いの際には日本軍との間の激戦地となり、ここから平壌城が陥落した。日本統治時代には南側の丘の上に平壌神社が建てられた。
丘陵地や周囲一帯は現在公園となっており、遊園地が整備されている。また、公園周囲は文化施設や、凱旋門・金日成スタジアムなどの記念物が散在する。

## 城郭・楼閣など

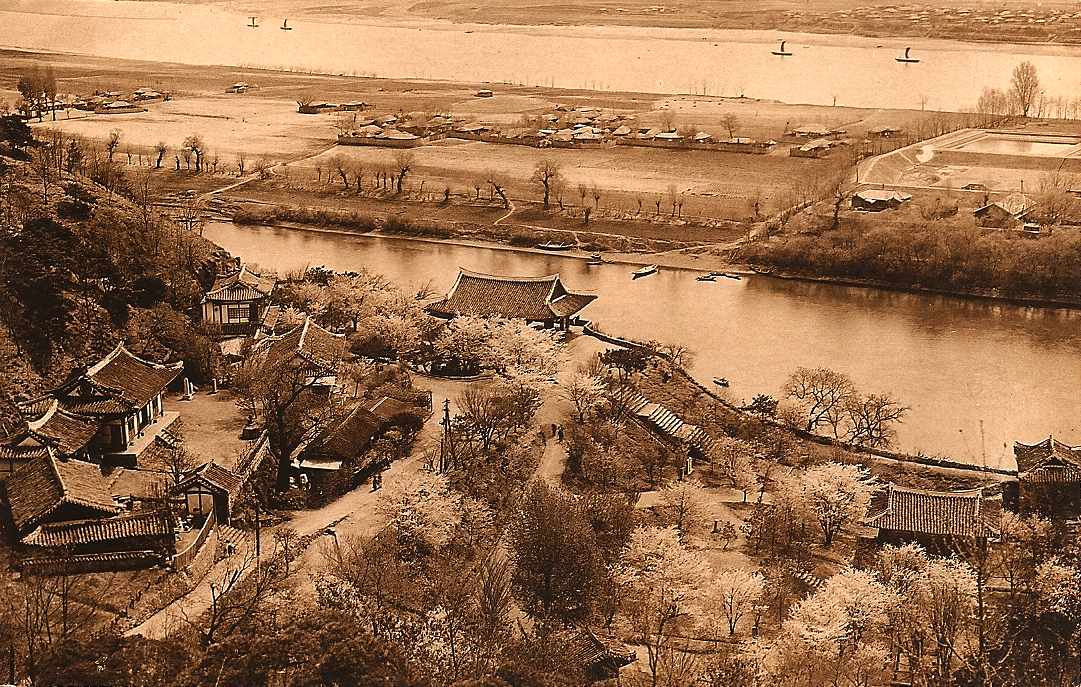
日本統治時代の永明寺と春の牡丹台

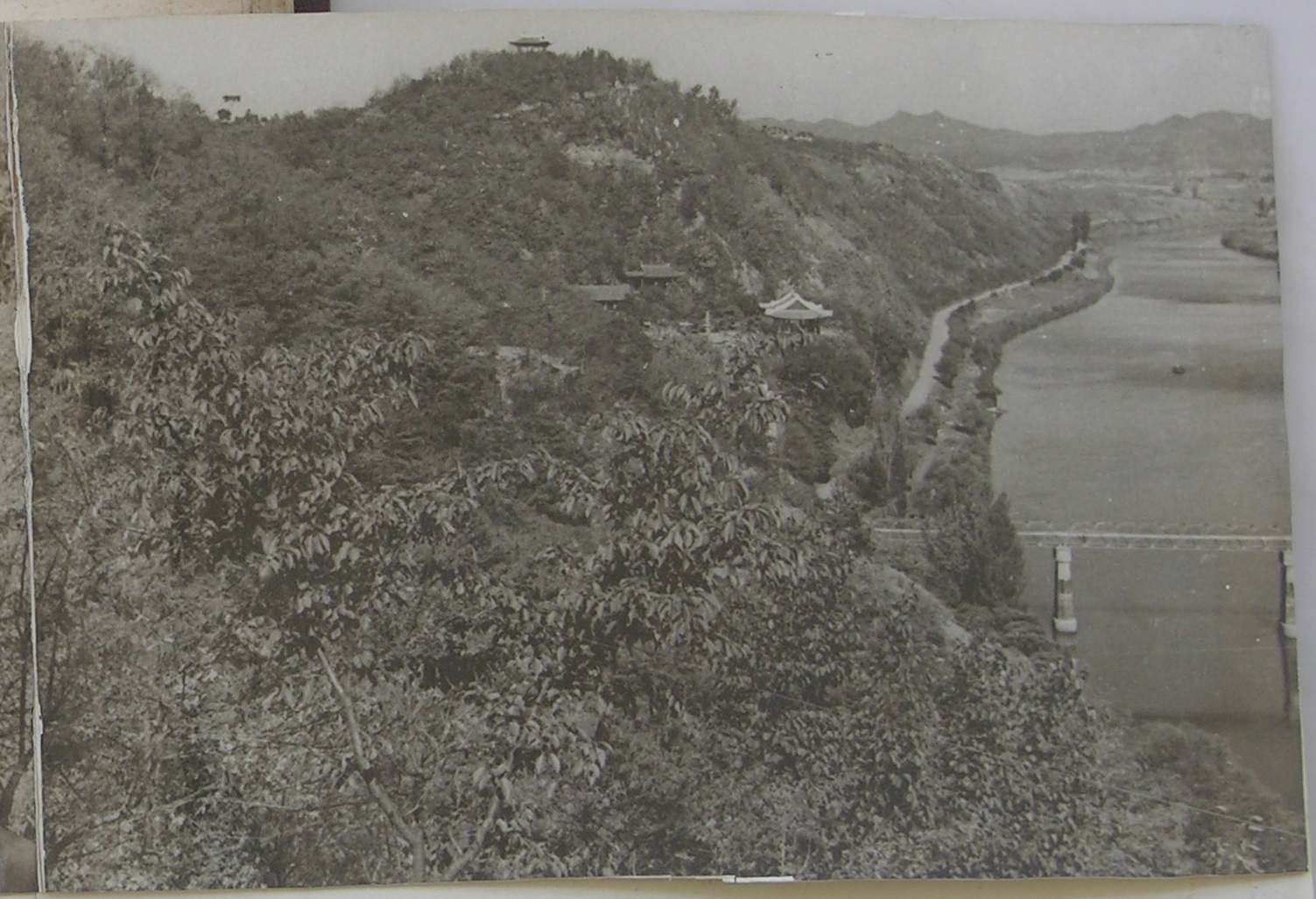
朝鮮戦争前（1949年）の牡丹峰

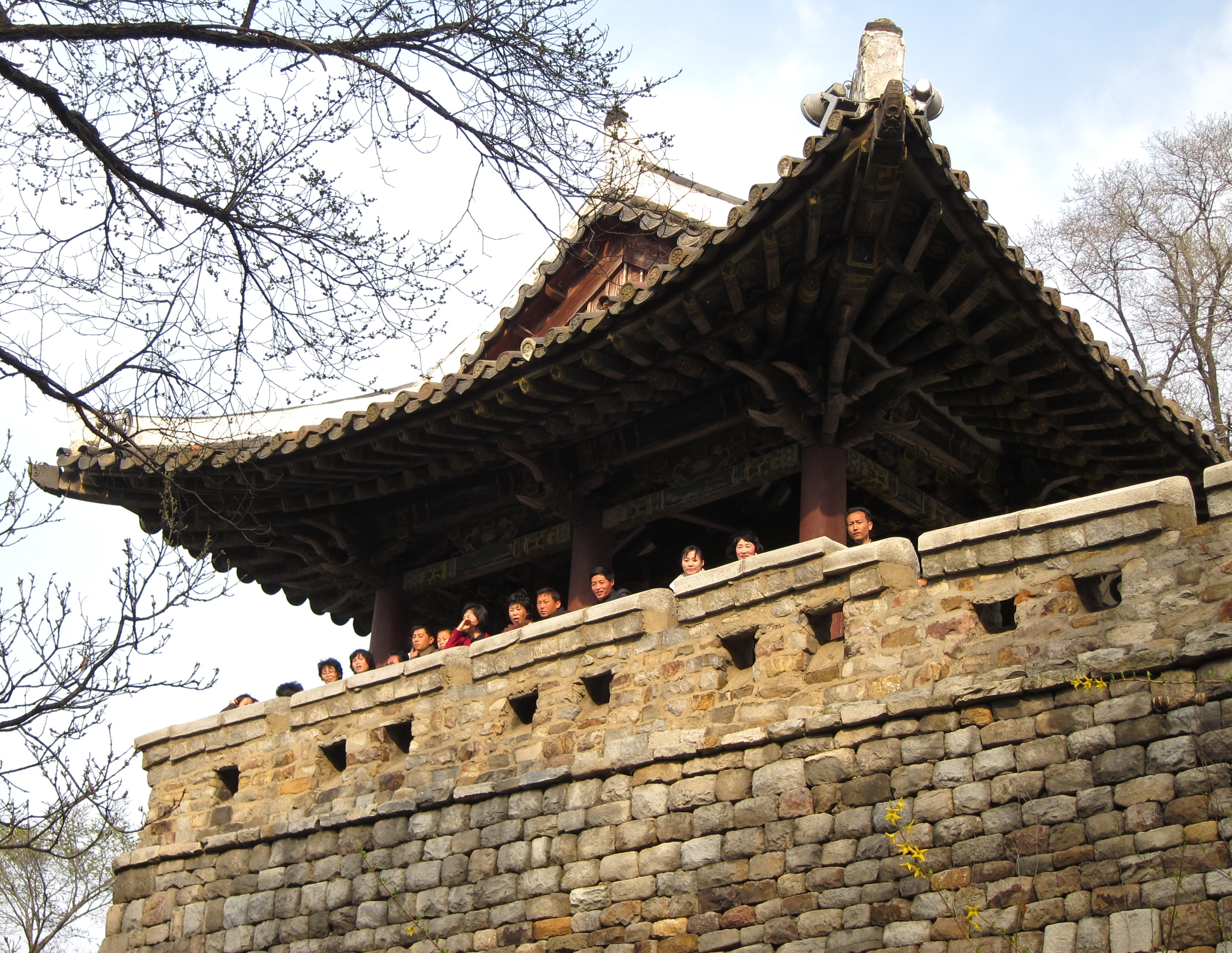
乙密台

これらの起源は多く高句麗の都城にさかのぼり、その礎石を使用するなどしている。
- 乙密台（ウルミルデ）：景観の良さで知られ平壌八景の一つ。高句麗時代以来の軍事指揮台だった。
- 最勝台（チェスンデ）：丘陵の北端で最高地点。最前線指揮台で1716年再建の楼閣が残る。日清戦争の際の最激戦地。
- 浮碧楼（プビョンル）：大同江に接した城壁上の楼閣。もとは高句麗の永明寺の一部。1614年再建。
- 清流亭（チョンリュジョン）：大同江に接した城壁上の楼閣。
- 七星門（チルソンムン）：丘陵の西南の門。もと城市の北門で義州に向かう街道の起点。1712年修復。
- 玄武門（ヒョンムムン）：乙密台と最勝台の間の、丘陵北端の門。日清戦争の際の最激戦地。
- 転錦門（チョングンムン）：丘陵の東、大同江に接した城壁の門。1959年修復。
- 永明寺（ヨンミョンサ）跡地：高句麗時代から牡丹峰にある仏教寺院だが、朝鮮戦争の空爆で失われ石塔だけが残る。

## 公園・文化・体育施設
周囲にはさまざまな施設や記念物がある。

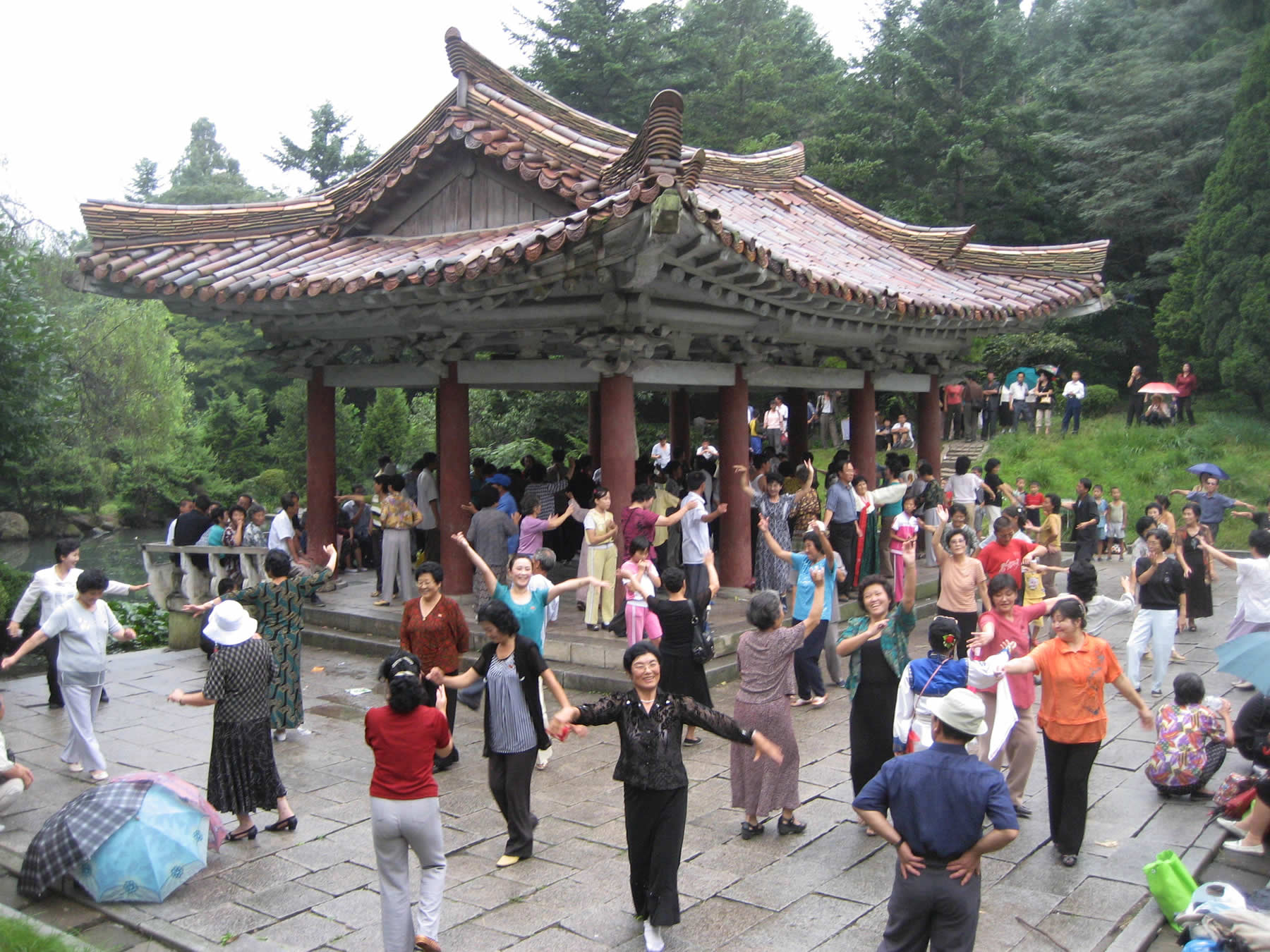
牡丹峰は地元住民の憩いの場になっている

- 凱旋青年公園：丘陵の北の裾野の、凱旋門と金日成スタジアムの北側一帯に広がる遊園地。1984年開園でパラトルーパー、マッドマウスなどの絶叫マシンや散歩道、東屋などがある。1959年までは箕子朝鮮の建国者である箕子（中国の殷に出自を持ち、朝鮮に亡命して箕子朝鮮を建国した）の墓である箕子陵があった。しかし、ナショナリズムの高揚した近代以降の韓国や北朝鮮では、中国（殷）人である箕子によって建国された中国系国家というのはナショナリストにとって都合が悪いため、中国人起源の箕子朝鮮は顧みられぬこととなり、1959年に箕子陵を「封建的支配階級の事大主義の産物であり、朝鮮民族への侮辱」[3]と断ずる金日成の指示によって箕子陵を破壊し[4]、その跡地が凱旋青年公園となった。
- 牡丹峰劇場
- 朝鮮革命博物館：南に接する丘陵、万寿台のふもとにある。パノラマで抗日戦争が再現されている。
- 金日成スタジアム：1982年、金日成主席の70歳の誕生日を記念して拡大工事により収容人数10万人の巨大スタジアムとなった。国際競技にも使われるが、マスゲームが有名。

### 記念物
- 千里馬銅像：朝鮮革命博物館の近く、万寿台と牡丹峰の間に当たる。1961年建設で全高46m、銅像の高さ14m。朝鮮労働党中央委員会の手紙を持った若い男性と稲束をかかえた若い女性が伝説の天駆ける千里馬に乗っている[5]。
- 凱旋門：牡丹峰西側にそびえている。高さは60mでフランスパリのエトワール凱旋門より10m高いことが必ず強調される。古代ローマ風の凱旋門に、朝鮮伝統の建築様式を混ぜ合わせた記念碑。金日成が抗日戦争のため平壌を後にしたとされる1925年と、金日成がソビエト軍とともにこの広場に凱旋してきた1945年の数字が刻まれている。